# Lamos
Lamos (en grec antic Λάμος), segons la mitologia grega, va ser un heroi grec, fill d'Heracles i d'Òmfale. Fundà la ciutat de Làmia, a la Tessàlia.